# 관광통역안내사
관광통역안내사(Tourist Guide)는 외국인 관광객의 국내 여행 안내 및 문화 소개 전문인력을 양성하기 위한 국가전문자격 시험으로 문화체육관광부가 소관하며 한국산업인력공단이 시행한다. 2004년까지는 관광통역안내원으로 불리었다. 

## 응시 자격
- 제한 없음

## 시험 과목

### 제1차 시험
- 국사 (근현대사 포함)
- 관광자원해설
- 관광법규
- 관광학개론

### 제2차 시험
- 면접 전형

### 공인어학성적 기준요건
- 영어
  - TOEIC : 760점 이상
  - TOEFL : PBT 584점, IBT 81점 이상
  - TEPS : 372점 이상
  - G-TELP Level 2 :  74점 이상
  - FLEX : 776점 이상
  - iELTS : 5점 이상
- 일본어
  - JPT : 740점 이상
  - JLPT : N1 이상
  - NIKKEN : 750점 이상
  - FLEX : 776점 이상
- 중국어
  - HSK : 5급 이상
  - BCT : 181점 이상
  - CPT : 750점 이상
  - TOCFL : 5급 이상
  - FLEX : 625점 이상
- 프랑스어 : DELF B2 이상, FLEX 776점 이상
- 독일어 : 괴테어학검정시험 B1 이상, FLEX 776점 이상
- 스페인어 : DELE B2 이상, FLEX 776점 이상
- 러시아어 : TORFL 1단계 이상, FLEX 776점 이상
- 이탈리아어 : CILS Level 2 B2 이상, CELI 3 이상
- 태국어 : FLEX 600점 이상
- 베트남어 : FLEX 600점 이상
- 말레이인도네시아어 : FLEX 600점 이상
- 아랍어 : FLEX 600점 이상

## 같이 보기
- 관광 가이드
- 여행 오퍼레이터